# Bernard Faÿ

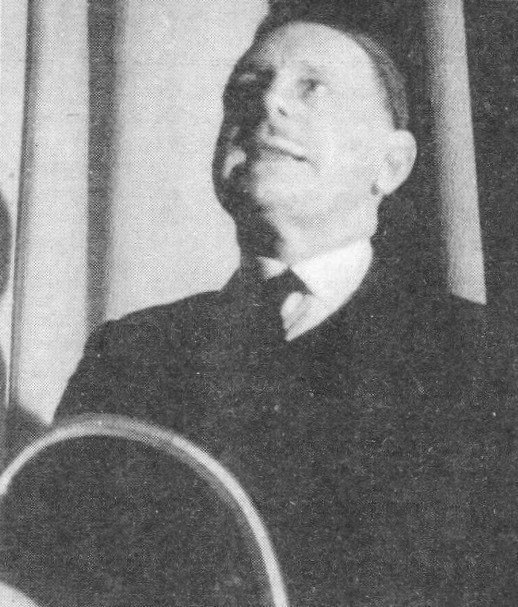
Bernard Faÿ in 1943

Bernard Faÿ (Parijs, 3 april 1893 – Tours, Indre-et-Loire, 31 december 1978) was een Franse historicus op het gebied van Frans-Amerikaanse relaties, collaborateur en aanhanger van de Antivrijmetselarij. 

## Biografie
Faÿ kende de Verenigde Staten; hij studeerde aan Harvard, vertaalde een uittreksel van Gertrude Steins The Making of Americans in het Frans en schreef zijn visie op de Verenigde Staten zoals dit land was aan het begin van de regering van Franklin D. Roosevelt. Hij publiceerde studies over Benjamin Franklin en George Washington. Faÿ was een vriend van Gertrude Stein en van de Amerikaanse componist Virgil Thomson, die dankzij Faÿ toegang kreeg tot de Franse intellectuele kringen omdat Faÿ iedereen in muzikaal en literair Parijs kende. In 1935 schreef Faÿ La Franc-Maçonnerie au XVIIIe siècle om te bewijzen dat de Vrijmetselaars verantwoordelijk waren voor de Franse Revolutie. 
De briljante academische carrière van Faÿ kreeg haar hoogtepunt dankzij Fays benoeming tot hoogleraar van de Amerikaanse geschiedenis bij de Collège de France. Gedurende de jaren dertig werkte Fay af en toe voor de rechtse krant La Gerbe.
Aan het begin van de Tweede Wereldoorlog was Faÿ professor aan het Collège de France. Hij werd tijdens de bezetting benoemd tot beheerder van de Bibliothèque nationale de France en directeur van de anti-Vrijmetselaarsdienst van het Vichy-regime. Tijdens zijn periode in deze functie was zijn secretaris Gueydan de Roussel belast met de aanleg van een kaartsysteem met 60.000 namen, afkomstig uit de in beslag genomen archieven van geheime genootschappen waarvan maarschalk Philippe Pétain overtuigd was dat zij de kern waren van alle problemen in Frankrijk; lijsten van namen van vrijmetselaars werden vrijgegeven in het officiële blad van de Vichy-regering en er werd in veel katholieke kranten gepubliceerd om een publiek schandaal uit te lokken. Faÿ publiceerde tijdens de vierjarige bezetting het maandelijkse magazine Les Documents maçonniques (“Vrijmetselaarsdocumenten”). In dit magazine werden historische studies van de vrijmetselarij gepubliceerd, essays over de rol van de vrijmetselarij in de samenleving en regelrechte antivrijmetselaarspropaganda. Verder maakte hij een film en organiseerde congressen en een grote tentoonstelling in het Petit Palais in Parijs (oktober-november 1941). Faÿ was verantwoordelijk voor de dood van vele vrijmetselaars en bijna 1.000 deportaties naar Duitsland. 
Faÿ werd op 19 augustus 1944 gearresteerd. Net als veel collega's beweerde hij dat hij alleen bevelen gehoorzaamde en zelfs had geholpen om Joodse werknemers van de Bibliothèque nationale te verbergen. In 1946 veroordeelde de Franse rechter hem tot dégradation nationale, verbeurdverklaring van zijn eigendom en levenslange dwangarbeid. Ondanks zijn antisemitisme had Faÿ, die ervan verdacht werd een Gestapo-agent te zijn geweest tijdens een groot deel van de bezetting, Stein en Alice B. Toklas gedurende die tijd beschermd. Stein schreef op verzoek van Faÿ een brief toen hij na de bevrijding als collaborateur werd berecht. In 1951 werd de historicus behandeld in een ziekenhuis in Angers en daar wist hij te ontsnappen naar Zwitserland.
In 1959 kreeg hij gratie van president René Coty. In Zwitserland werd Faÿ benoemd tot een instructeurschap op het Institut de la Langue Française in Fribourg, maar werd later vanwege studentenprotesten gedwongen af te treden.  Hij gaf in de jaren zestig onderricht in de Franse literatuur aan Amerikaanse studenten in Villa des Fougères in Fribourg, die gerund werd door de Dominicaanse zusters van het Rosary College (nu Dominican University) in River Forest, Illinois.